# موري ترافيس
موري تروي ترافيس (بالإنجليزية: Maury Troy Travis) قاتل أمريكي، ويعد أحد القتلة المتسلسلين، انتحر في الحجز في مقاطعة سانت لويس بولاية ميسوري، بعد اعتقاله بتهمة القتل. تم تسمية ترافيس في شكوى جنائية اتحادية بتهمة قتل امرأتين. في وقت ارتكاب جرائم القتل كان نادلًا في أحد الفنادق، وتم الإفراج المشروط عنه بعد قيامه بعملية سطو في عام 1989. إدعى ترافيس في رسالة أنه قتل 17 امرأة، لكن السلطات شككت في هذا الرقم، واعتقد بعض المحققين أنه ربما قتل ما يصل إلى عشرين امرأة.

## ضحايا معروفين
تم العثور على شريط فيديو واحد على الأقل يظهر قيام ترافيس بقتل أو تعذيب بعض من ضحاياه أثناء تفتيش منزله في فيرغسون ميسوري إحدى ضواحي سانت لويس. يُعتقد أنه قتل امرأتين هما: أليسيا غرينواد التي اكتُشفت جثتها في 1 أبريل 2001 في إلينوي بعد أن شوهدت آخر مرة في ميسوري، وبيتي جيمس التي اكتُشفت جثتها بعد شهرين في ميسوري بعد أن كانت الأخيرة تعيش في إلينوي. على الرغم من أن ترافيس قد اعترف بما لا يقل عن سبعة عشر جريمة قتل، إلا أن الشرطة تعتقد أن عدد ضحاياه قد يصل إلى 20.

## التحقيق
من مايو إلى أكتوبر 2001 تعرضت أربع نساء أخريات للتعذيب والخنق هم: تيريزا ويلسون، فيرونا تومبسون، إيفون كروز، بريندا بيسلي. عرضت صحيفة سانت لويس بوست ديسباتش مقالة شخصية عن ويلسون، والتي رد عليها ترافيس بإرسال خطاب مجهول وخريطة تم إنشاؤها بواسطة الكمبيوتر. كان للرسالة عنوان إرجاع لـ أنا ثرالدوم، وهو موقع تعارف على الإنترنت، لكن ليس للعنوان هوية أخرى. ومع ذلك فقد تم التعرف على الخريطة على أنها آتية من موقع إكسبيديا، وتتبعها مزيد من التحقيقات مما أدى إلى اعتقاله.
في رسالته إلى الصحيفة، كتب ترافيس: «سأخبرك بمكان وجود آخرين كثيرين.» وبعد ذلك: «لإثبات أنني حقيقي، إليك توجيهات للرقم السابع عشر». تم القبض على ترافيس بناءً على شكوى جنائية اتحادية، بينما كان في سجن دائرة المشاة الأمريكية، كان محتجزًا في سجن مقاطعة سانت لويس. منشأة في كلايتون. اكتشف المحققون غرفة تعذيب في منزل ترافيس، وأدوات تعذيب، وبندقية صاعقة، ومقتطفات من صحف بعض جرائمه، وأشرطة فيديو تعرض فيها ترافيس لقتل أو إساءة معاملة الضحايا.

## الوفاة
قبل محاكمته على الجرائم، شنق ترافيس نفسه في 10 يونيو 2002 في زنزانته. تم وضع ترافيس على مراقبة الانتحار (على سبيل المثال فحص على فترات لمدة 15 دقيقة)، ولكن تأخر اثنين من الحراس من المناوبة المتتالية، مما أتاح الفرصة أمام ترافيس للانتحار.

## في وسائل الإعلام
غطى برنامج ملفات الطب الشرعي قصة فورة جريمة ترافيس في حلقة "X Marks the Spot". غطى برنامج ملفات القضية الباردة القصة في حلقة «خريطة القتل الشر وأنا»، أيضا تم تغطية القصة في حلقة «الجحيم في الطابق السفلي».
بعد مشاهدة الفيلم الوثائقي في برنامج ملفات القضية الباردة على شبكة إيه آند إي، اكتشف المستأجر الحالي لمنزل ترافيس تاريخ المنزل. تم الكشف عن أن مالكها الذي لا يرد المال أو يقطع عقد الإيجار عند مواجهته كانت والدة ترافيس. بعد أن اتصلت به هيئة الإسكان المحلية، وافق المالك لاحقًا على إلغاء عقد الإيجار.